# Pilargis pacifica
Pilargis pacifica är en ringmaskart som beskrevs av Zachs 1933. Pilargis pacifica ingår i släktet Pilargis och familjen Pilargidae.
Artens utbredningsområde är Mexikanska golfen. Inga underarter finns listade i Catalogue of Life.